# Puebla FC
Puebla F.C. je meksički nogometni klub iz istoimenog grada. Osnovan je 1944. godine.

## Trofeji
- Primera Division:(2) 1982./83., 1989./90.
- Copa Mexico:(4)  1944./45., 1952./53., 1987./88., 1989./90.
- Primera División A:(2) Apertura 2005., Apertura 2006.
- Campeonato de Ascenso: 2: 1970, 2007.
- Campeón de Campeones:(1) 1990.
- CONCACAF Champions League:(1) 1991.